# Giuliano Biasio
Giuliano Biasio (...) è un designer italiano operante nel settore automobilistico.

## Biografia

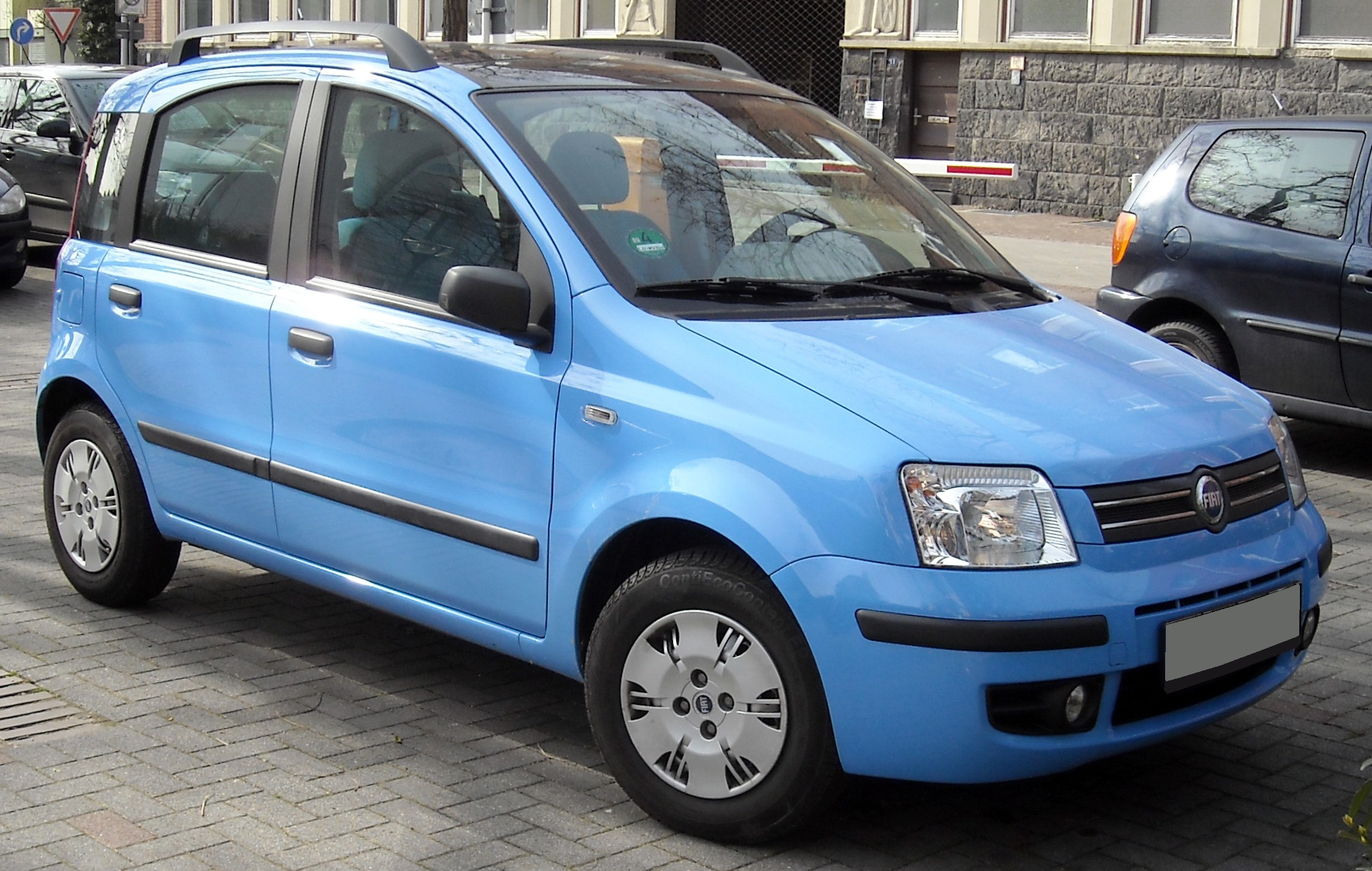
La Fiat Panda del 2003, disegnata da Giuliano Biasio per Bertone

Legato alla carrozzeria torinese Bertone, acquista visibilità internazionale grazie alla Fiat Panda del 2003, vincitrice del premio Compasso d'oro ADI e del titolo Auto dell'anno nel 2004. Dalla Bertone passa alla direzione della Torino Design dove supervisiona lo stile della Chery QQ di seconda generazione.

## Modelli disegnati
- Fiat Panda II

- Alfa Romeo GT
- Iveco Eurocargo
- Scania R Series
- TATA Prima
- Chery A1
- Chery B22 Coupé
- Riich G5
- Riich G6
- Bertone Filo
- Saab Novanta
- Bertone Birusa
- Aston Martin Bertone Jet 2
- Cadillac Villa
- Bertone Suagnà
- Chery QQ (seconda generazione)
- Cowin C3